# Indalo

Indalo: silueta

Indalo je jeskynní figura z období pozdního neolitu nebo doby měděné, která se nachází na území Abrigo de Las Colmenas, Vélez-Blanco, v provincii Almería ve Španělsku. Jeho původ je často přiřazován do nedaleké jeskyně Cueva de los Letreros, na úpatí pohoří Maimón, Vélez-Blanco, Španělsko.
Figura představuje lidskou postavu s rozpřaženými nataženými pažemi a lukem nad nimi. Její význam nebyl zcela objasněn, ale existují teorie, které naznačují jistou božkost. Indalo byl po staletí v provincii považován za symbol štěstí. V posledním století se pak stal symbolem, který Almeríi a vše s ní související reprezentuje.
V roce 1924 byla oblast, kde byla figura nalezena, vyhlášena za národní historickou památku, v roce 1998 pak za památku světového dědictví UNESCO (jako součást skalního umění středomořské pánve na Pyrenejském poloostrově).  

## Původ

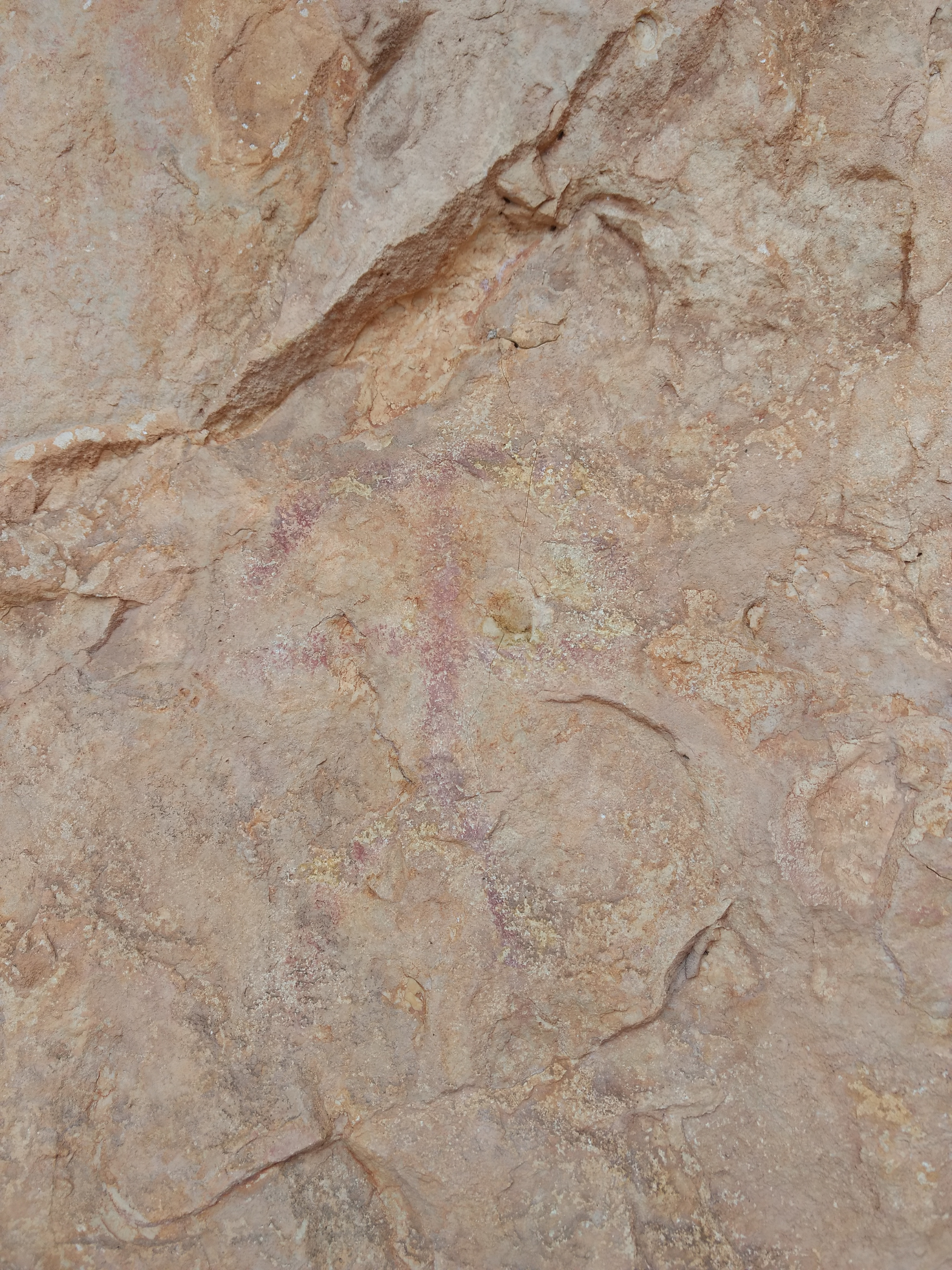
Pohled na Indalo v přírodě, bez zvýraznění obrazu

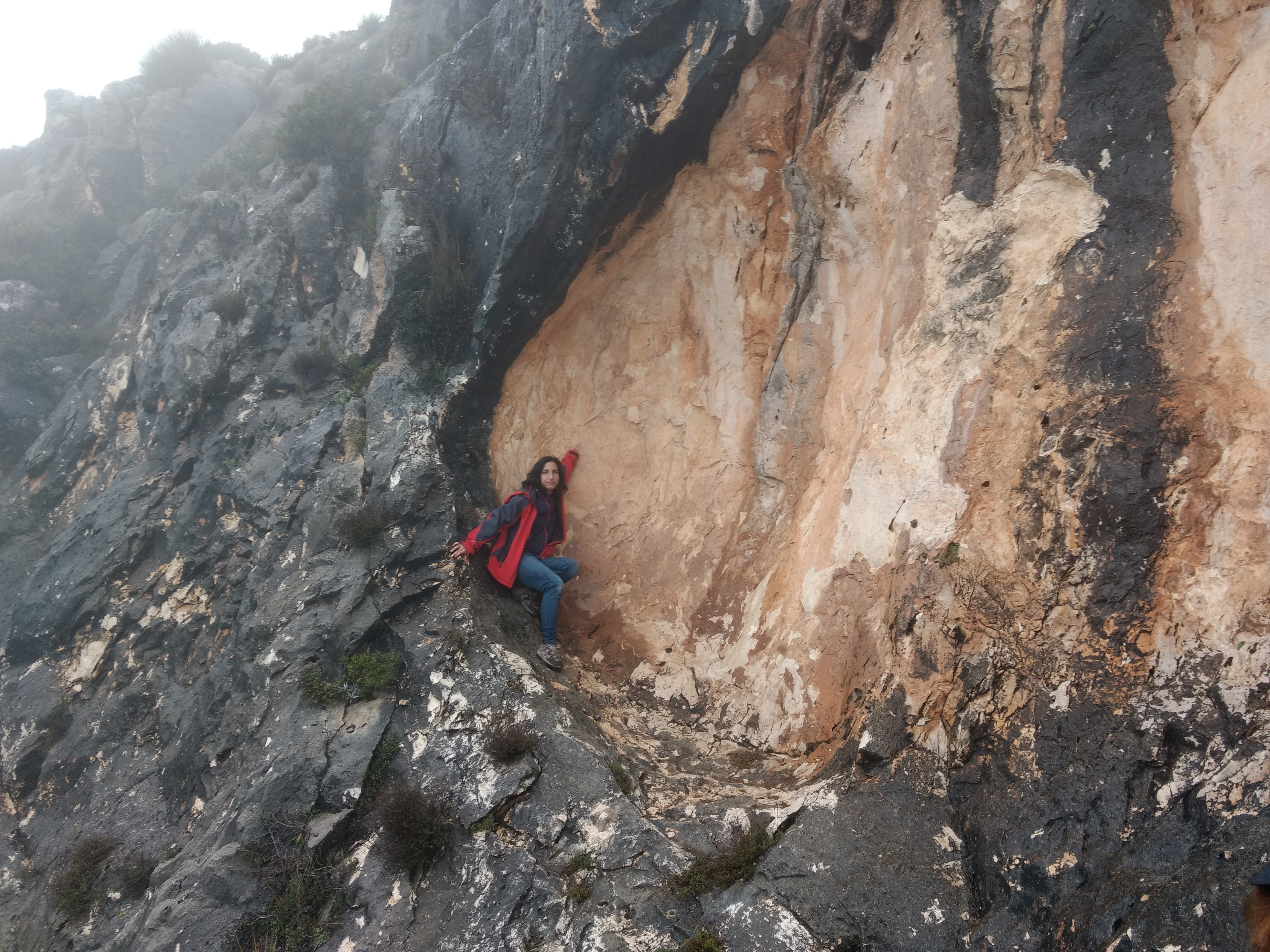
Maite, oficiální průvodce, ukazuje na přesné umístění motivu známého jako Indalo

Cueva de los Letreros a další skalní útvary Abrigos del Maimón, konkrétněji Indalo, byly objeveny kolem roku 1868 archeologem z Almeríe Manuelem de Góngora y Martínez.
Po staletí, než vědci určili bližší informace k Indalo, byl symbolem štěstí a byl, hlavně na severu a východě provincie Almería, považován za totem. Dělo se tak zejména v Mojácaru, kde byl natírán octem, aby ochránil domy před bouří a nařknutím. V té době byl Indalo v této oblasti Almerie známý jako „Muñeco mojaquero“ nebo „Muñequillo mojaquero“.

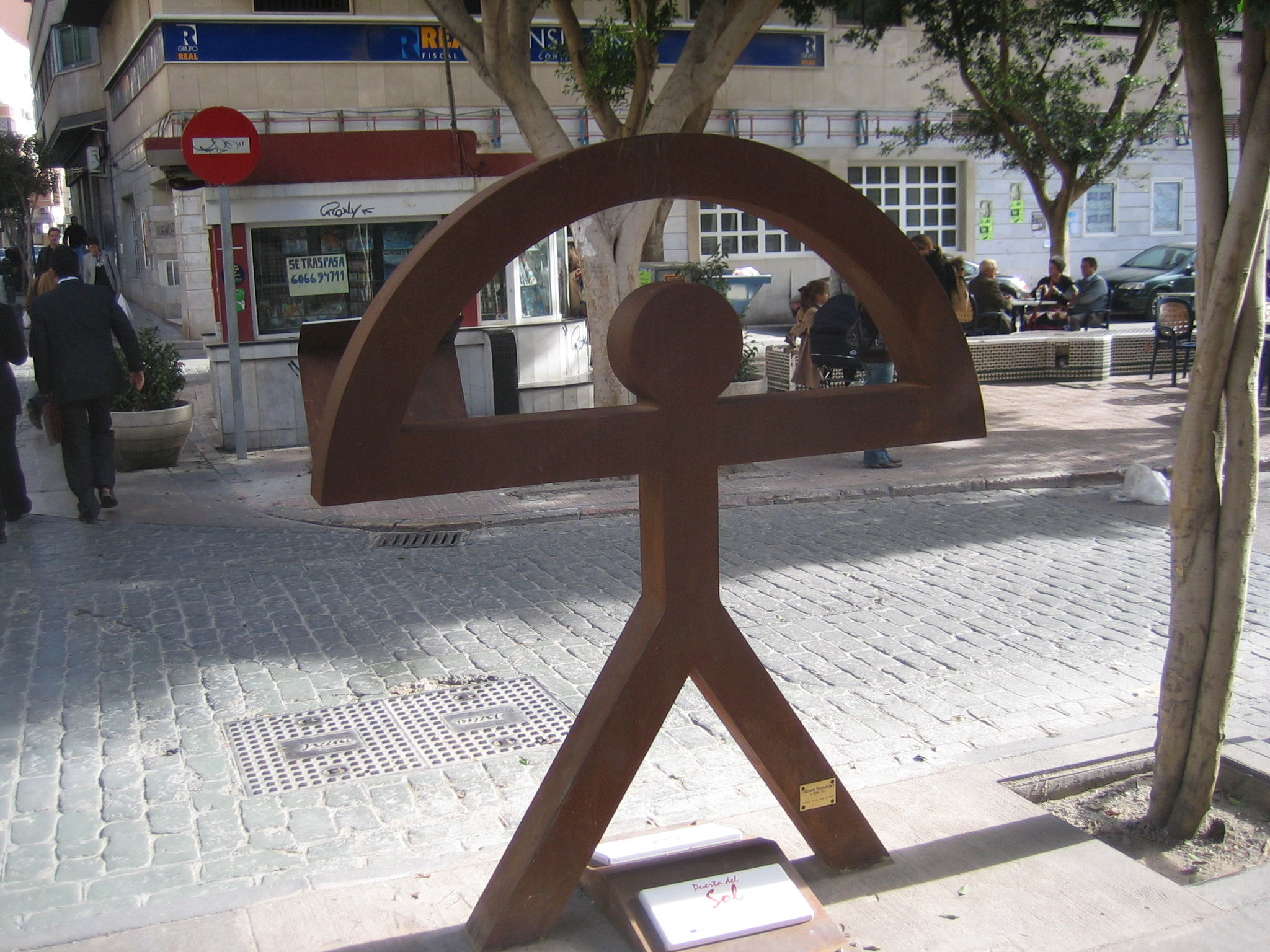
Socha Indalo ve městě Almería, Španělsko

V polovině dvacátého století byl použit jako symbol a vlajka intelektuálního a obrazového hnutí vedeného Jesúsem de Percevalem, poněkud anarchistickým učedníkem středomořské vize filozofa Eugenia d'Ors (viz novecentismus). Perceval obhajoval vitální postoj, almerijský světonázor a důležitost předchozích kultur (již od starověku) v neustálém znovuzrození klasicismu, považovaného za věčné hnutí, které se cyklicky obnovuje. Symbolismus Indalo byl pro tyto umělce a intelektuály tak silný, že svou skupinu pojmenovali hnutí Indalo. Indaliané viděli ve svém praporu muže předků, který držel duhu a symbolizoval smlouvu mezi člověkem a bohy, aby se vyhnuli budoucím povodním.
Studium kresby ukázalo, že postava nepředstavuje nic jiného než lučištníka mířícího na ptáka letícího nad ním. Původ jména souvisí s anekdotou, kdy si Tertulia Indaliana pro svůj pohyb vybírá symbol, který je pokřtěn zdrobnělinou „Indalo“ kvůli domnělé podobnosti se známou osobou jménem Indalecio. Název se ujal a tak dnes figuru známe pod tímto jménem. Je také důležité zmínit, že San Indalecio je patronem města Almería.
V minulém století se Indalo stal nejreprezentativnějším symbolem Almeríe, její provincie a obyvatel Almeríe a je velmi oblíbený jako turistický suvenýr pro návštěvníky provincie. Figura je také včleňována do všeho, s čím život společnosti souvisí, je tedy přítomen v bezpočtu log, názvů, značek a obchodů souvisejících s Almeríí.

## Ve filmové kultuře
Ve filmu z roku 1982 Johna Miliuse Barbar Conan byl rakouský herec Arnold Schwarzenegger v jedné ze scén pokreslen, jakoby rituálně potetován, několika symboly Indalo. Velká část filmu, stejně jako několik dalších, byla natočena v Almeríi.

## Guinnessův rekord
16. října 2019 se Almería a Indalo opět zapsali do Guinnessovy knihy rekordů díky největší zeleninové mozaice v historii, která zobrazovala symbol srdce s Indalo uvnitř, a byla vyrobena ručním umístěním místních produktů. Plocha zabírala celkem 603,15 m2. Akce se konala u příležitosti Španělského hlavního města gastronomie a Světového dne jídla. Na výrobu mozaiky bylo použito 20 tun rajčat, žluté a zelené papriky, lilku, dýně a cukety.